# Millennium Estoril Open 2016 - Qualificazioni singolare
Le qualificazioni del singolare maschile del Millennium Estoril Open 2016 sono state un torneo di tennis preliminare per accedere alla fase finale della manifestazione. I vincitori dell'ultimo turno sono entrati di diritto nel tabellone principale. In caso di ritiro di uno o più giocatori aventi diritto a questi sono subentrati i lucky loser, ossia i giocatori che hanno perso nell'ultimo turno ma che avevano una classifica più alta rispetto agli altri partecipanti che avevano comunque perso nel turno finale.

## Teste di serie
1. Albert Montañés (primo turno)
2. Stéphane Robert (qualificato)
3. Elias Ymer (qualificato)
4. Luca Vanni (primo turno)

1. Kenny de Schepper (primo turno)
2. Franko Škugor (ultimo turno)
3. Andrea Arnaboldi (qualificato)
4. Marco Trungelliti (ultimo turno)

## Qualificati
1. Andrea Arnaboldi
2. Stéphane Robert

1. Elias Ymer
2. Steven Diez

## Tabellone

### Legenda
| - Q = Qualificato - WC = Wild card - LL = Lucky loser | - ALT = Alternate - SE = Special Exempt - PR = Protected Ranking | - w/o = Walkover - r = Ritirato - d = Squalificato |

### Sezione 1
|  | Primo turno | Primo turno             | Primo turno | Primo turno | Primo turno |  |  | Ultimo turno | Ultimo turno     | Ultimo turno | Ultimo turno | Ultimo turno |  |
|  |             |                         |             |             |             |  |  |              |                  |              |              |              |  |
|  | 1           | Albert Montañés         | 4           | 6           | 3           |  |  |              |                  |              |              |              |  |
|  |             | Salvatore Caruso        | 6           | 4           | 6           |  |  |              | Salvatore Caruso | 6            | 6            | 3            |  |
|  |             | Gerard Granollers Pujol | 7           | 3           | 1           |  |  | 7            | Andrea Arnaboldi | 4            | 7            | 6            |  |
|  | 7           | Andrea Arnaboldi        | 62          | 6           | 6           |  |  |              |                  |              |              |              |  |

### Sezione 2
|  | Primo turno | Primo turno         | Primo turno         | Primo turno | Primo turno |  |  | Ultimo turno | Ultimo turno    | Ultimo turno | Ultimo turno | Ultimo turno |  |
|  |             |                     |                     |             |             |  |  |              |                 |              |              |              |  |
|  | 2           | Stéphane Robert     | Stéphane Robert     | 7           | 7           |  |  |              |                 |              |              |              |  |
|  |             | Alexandre Sidorenko | Alexandre Sidorenko | 5           | 64          |  |  | 2            | Stéphane Robert | 3            | 6            | 6            |  |
|  |             | Farrukh Dustov      | 6                   | 1           | 7           |  |  |              | Farrukh Dustov  | 6            | 4            | 1            |  |
|  | 5           | Kenny de Schepper   | 3                   | 6           | 5           |  |  |              |                 |              |              |              |  |

### Sezione 3
|  | Primo turno | Primo turno    | Primo turno | Primo turno | Primo turno |  |  | Ultimo turno | Ultimo turno  | Ultimo turno | Ultimo turno | Ultimo turno |  |
|  |             |                |             |             |             |  |  |              |               |              |              |              |  |
|  | 3           | Elias Ymer     | 6           | 5           | 6           |  |  |              |               |              |              |              |  |
|  | WC          | Rui Machado    | 1           | 7           | 1           |  |  | 3            | Elias Ymer    | 4            | 6            | 6            |  |
|  | WC          | João Domingues | 1           | 6           | 6           |  |  | 6            | Franko Škugor | 6            | 1            | 4            |  |
|  | 6           | Franko Škugor  | 6           | 2           | 7           |  |  |              |               |              |              |              |  |

### Sezione 4
|  | Primo turno | Primo turno            | Primo turno | Primo turno | Primo turno |  |  | Ultimo turno | Ultimo turno      | Ultimo turno      | Ultimo turno | Ultimo turno |  |
|  |             |                        |             |             |             |  |  |              |                   |                   |              |              |  |
|  | 4           | Luca Vanni             | Luca Vanni  | 1           | 2           |  |  |              |                   |                   |              |              |  |
|  |             | Steven Diez            | Steven Diez | 6           | 6           |  |  |              | Steven Diez       | Steven Diez       | 6            | 6            |  |
|  |             | Édouard Roger-Vasselin | 6           | 5           | r           |  |  | 8            | Marco Trungelliti | Marco Trungelliti | 3            | 2            |  |
|  | 8           | Marco Trungelliti      | 4           | 7           |             |  |  |              |                   |                   |              |              |  |